# Ланина, Алина Александровна
Али́на Алекса́ндровна Ла́нина (настоящая фамилия — Кизиярова; род. 3 марта 1989, рп. Рефтинский, г. Асбест, Свердловская область, РСФСР, СССР) — российская актриса кино и телевидения. Наиболее известна по главным ролям в фильмах «Первые», «Защитники» и роли в сериале «СашаТаня».

## Биография
Родилась 3 марта 1989 года в посёлке Рефтинском Свердловской области. Имя при рождении — Алина Александровна Кизиярова. Окончила в 2010 году актёрский факультет Екатеринбургского государственного театрального института.

### Личная жизнь
Замужем. 13 февраля 2020 года у актрисы родился сын Лев, 24 января 2023 года родилась дочь Надежда.

## Творческая деятельность

### Кинематограф
Наиболее известной работой Алины Ланиной в кино является одна из главных ролей в фильме «Защитники» режиссёра Сарика Андреасяна. Фильм был выпущен в США и Китае, но получил разгромные отзывы большинства критиков. Падение сборов в России было рекордным для второго уик-энда. Также известной является главная роль в фильме «Первые» о покорении Севера Семёном Челюскиным. Снялась в ремейке фильма «Подкидыш» 1939 года.
В сериале «СашаТаня» актриса сыграла роль Евы, жены бизнесмена Сильвестра и матери его младшего ребёнка. Прорывной для актрисы стала главная роль Елизаветы Вишневецкой в сериале «Тайны института благородных девиц», сиквеле сериала «Институт благородных девиц», где её партнёрами стали Сергей Астахов и Сергей Колесников.

### Театр
Среди театральных работ — роль Арины Ванюшиной в спектакле «Дети Ванюшина» 2009 года и роль Анны Сергеевны в драме А. П. Чехова «Дама с собачкой» в постановке 2009 года.

## Избранная фильмография
| Год          |    | Название                          | Роль                                                           |
| ------------ | -- | --------------------------------- | -------------------------------------------------------------- |
| 2008         | с  | Обручальное кольцо                | Света (в титрах Алина Кизиярова)                               |
| 2011         | с  | Любовь и прочие глупости          | (в титрах Алина Кизиярова), 1 серия                            |
| 2011         | с  | Детективы                         | Ася (в титрах Алина Кизиярова)                                 |
| 2011         | с  | Пыльная работа                    | Аня (в титрах Алина Кизиярова), 1 серия                        |
| 2012         | с  | Без срока давности                | Женя Мальцева (в титрах Алина Кизиярова), 1 серия              |
| 2012         | с  | Братаны                           | Нина (в титрах Алина Кизиярова)                                |
| 2012         | тф | Новогодний переполох              | Света (в титрах Алина Кизиярова)                               |
| 2013         | с  | Тайны института благородных девиц | Елизавета Вишневецкая (в титрах Алина Кизиярова), главная роль |
| 2013         | с  | Склифосовский                     | Галя (в титрах Алина Кизиярова)                                |
| 2013         | с  | След                              | Настя                                                          |
| 2013 — н. в. | с  | СашаТаня                          | Ева Александровна Сергеева                                     |
| 2013         | с  | Братья по обмену                  | Нина,дочь Тамары (в титрах Алина Кизиярова)                    |
| 2014         | с  | Практика                          | Лидия                                                          |
| 2014         | с  | Принц Сибири                      | Татьяна Демидова                                               |
| 2014         | тф | Поздние цветы                     | Юлия Кузнецова                                                 |
| 2015         | с  | Весной расцветает любовь          | Эрика                                                          |
| 2015         | с  | Кухня                             | Даша, одноклассница Максима                                    |
| 2017         | с  | Отчий берег                       | Алёна Морозова                                                 |
| 2017         | ф  | Защитники                         | Ксения                                                         |
| 2016         | с  | Серебряный бор                    | Катя                                                           |
| 2018         | ф  | Первые                            | Татьяна Федоровна Прончищева                                   |
| 2019         | ф  | На Париж                          | медсестра Тамара, подруга Воронина                             |
| 2019 — н. в. | с  | Формула преступления              | Анастасия Ардашникова                                          |
| 2019         | ф  | Подкидыш                          | Нина                                                           |
| 2020         | с  | Стажёр                            | Кира Задорожная                                                |
| 2021         | ф  | Кривое зеркало                    | Вика                                                           |
| 2022         | ф  | Любовники                         | Настя                                                          |
| 2024         | с  | Тётя Марта                        | Катя, мама Марты и Юли                                         |
| 2024         | с  | Последний богатырь. Наследие      | Главная пиявица                                                |
| 2024         | с  | Овчарка                           | Наталья Полякова                                               |
| 2025         | ф  | Тимур и его команда               | Ольга                                                          |